# Día de la Raza
Día de la Raza ("Dag van het Ras") of Día de la Hispanidad is een versie van Columbusdag die in verschillende Latijns-Amerikaanse landen gevierd wordt. Het wordt gevierd op 12 oktober, de dag waarop Christoffel Columbus Amerika ontdekte.

## Feestdag
De feestdag werd ingevoerd in Argentinië in 1917, Venezuela in 1921, Chili in 1923 en Mexico in 1928. Oorspronkelijk werd in deze landen ook Columbusdag gevierd, maar het werd veranderd nadat deze landen zich meer als mesties gingen beschouwen. Men vond het niet meer gepast om een feest te vieren ter ere van een gebeurtenis die volgens sommigen Amerika onderwiep aan Europa en het continent in 300 jaar ellende stortte. Waar men vroeger het feit dat Columbus Amerika ontdekte vierde, viert men nu het feit dat dankzij de vermenging van Europeanen en Indianen een nieuw ras is ontstaan.
In Spanje wordt op 12 oktober de dag als feestdag gevierd en wordt het Día de la Hispanidad genoemd.

## Actualiteit
De Venezolaanse president Hugo Chávez is nog een stap verder gegaan. In Venezuela heet de dag tegenwoordig Día de la Resistencia Indígena (Dag van de Inheemse Weerstand). Op deze dag worden in Venezuela soms standbeelden van Columbus vernietigd of besmeurd.